# Zoombies
Zoombies è un film del 2016 realizzato dalla Asylum prodotto da David Michael Latt e ideato da Scotty Mullen. Il Film è da considerarsi di serie B.

## Trama
Ellen Rogers, dopo anni di lavoro, ha finalmente terminato la costruzione dell'Eden Wlidlife Zoo, una struttura gigantesca creata per ospitare animali a rischio di estinzione, riproducendo i loro ambienti naturali ma permettendo anche ai visitatori di osservarli, realizzando così il sogno di suo padre, un biologo che voleva che la figlia salvasse tutti gli animali dall'uomo. L'Eden è ormai pronto per essere aperto e presto arriveranno i primi visitatori. Mentre lo zoo si appresta ad aprire i battenti tuttavia alcune scimmie contraggono un pericoloso tipo di rabbia che rischia di ucciderle tutte; i tre veterinari della struttura decidono quindi di usare su una di loro un farmaco sperimentale che dovrebbe rinvigorire le cellule infettate dalla malattia. L'esito però non è quello sperato e la scimmia muore per un arresto cardiaco. Tuttavia, dopo poco tempo la scimmia si risveglia, tramutata in uno zombie, e infetta tutte le altre (che erano state trasportate alla clinica veterinaria), le quali uccidono due dei veterinari; il terzo, malgrado venga ferito, riesce a salvarsi e attiva l'allarme, sigillando la stanza per impedire ai primati di uscire.
L'allarme risuona per tutto lo zoo e le misure di sicurezza vengono attivate autonomamente, sigillando l'intera struttura e intrappolando all'interno oltre ai membri dello staff anche tre studenti giunti per primi alla visita guidata. I membri della sicurezza, sorpresi, inviano uno di loro, Johnny, a indagare. Quando questi non torna il team si reca alla clinica veterinaria accompagnati da un praticante, Gage, e ivi trovano il cadavere di Johnny e dei veterinari. L'ultimo veterinario, Gordon, è ancora vivo, ma il gruppo è attaccato dalle scimmie zombie che uccidono tutti tranne il capitano Rex e Gage. Mentre Rex avverte Ellen della gravità della situazione e le ordina di non aprire i cancelli per nessun motivo, le scimmie, ora libere, diffondono il virus per tutto lo zoo, contaminando tutti gli animali.
A Rex e Gage si unisce anche Lizzy, una giovane donna abile con le armi che si apprestava a entrare nella sicurezza dello zoo. Gli studenti vengono attaccati da un gruppo di maiali selvatici infetti e per sfuggirgli salgono sugli alberi, ma ivi diventano facile preda di due giraffe zombie, le quali divorano due degli studenti. Rex, Gage e Lizzy arrivano in tempi per salvare Amber, una ragazza diciannovenne che ruba loro la jeep e fugge. Poiché Gage è stato ferito nello scontro al braccio, il terzetto decide di proseguire il cammino in groppa ad un gruppo di elefanti, i quali, grazie alla loro mole, sono momentaneamente riusciti a sfuggire al contagio.
Una squadra della polizia giunge nello zoo sotto richiesta di Ellen ma viene sterminata da un gruppo di leoni zombie; Amber intanto raggiunge il cancello e tramite una ricetrasmittente chiede ad Ellen di aprirlo, ma la donna non può farlo per evitare che qualche animale possa fuggire. La ragazza tenta allora di scavalcare il cancello, ma viene attaccata da un lupo grigio infetto e sbranata. La piccola figlia di Ellen, Thea, che era ospite della struttura, è assalita intanto da un koala zombie che riesce però ad uccidere con una mazza da baseball; esaminandone i resti, Ellen capisce che l'infezione è causata da un enzima artificiale introdotto nel cervello che causa il riattivamento della corteccia cerebrale.
Lizzy, Gage e Rex sono sorpresi da un gruppo di lemuri zombie, i quali attaccano gli elefanti (infettandoli, come si vedrà in seguito); i pachidermi, imbizzarriti, disarcionano i tre è schiacciano involontariamente la gamba di Rex. Vengono però portati in slavo da Daxton, un addetto alla manutenzione, e dal suo collega A.J., che li conducono al laboratorio vicino alla gabbia dei gorilla. Ivi però Daxton è attaccato e ucciso da Kifo, un gorilla di Cross River, divenuto anch'egli uno zombie; Rex si sacrifica quindi per permettere agli altri di fuggire, e Kifo gli sfonda il cranio. Dopo essere sfuggiti agli altri gorilla, il gruppo si ferma per riposare, e Lizzy afferma che ora il pericolo maggiore non sono gli animali ma la voliera, poiché se uno solo degli uccelli riuscirà a fuggire il mondo intero verrà infettato.
Poco dopo, Amber, sopravvissuta all'attacco del lupo, ma comunque in fin di vita, riporta loro la jeep, per poi morire. L'odore del sangue attira verso il gruppo un branco di leoni zombie che divorano il cadavere della ragazza e inseguono i tre sopravvissuti per un breve tragitto; i tre riescono a distanziarli, ma sbandano e sono costretti ad abbandonare la jeep. Mentre tentano di trovare un altro mezzo si imbattono in una mandria di animali infetti (fortunatamente non visti) che si dirigono verso il centro dello zoo. I tre decidono di raggiungere la torre in cui sono nascoste Thea e Ellen con una corda, ma A.J. cade e viene sbranato dalle bestie. Riunitisi con Ellen, Gage e Lizzy scoprono che, pur protetti dalla voliera, anche gli uccelli sono stati infettati, che hanno ucciso i loro due guardiani e che ora stanno tentando di rompere i vetri per uscire dalla gabbia. Ellen cosparge l'intera struttura di benzina e poi le dà fuoco, distruggendola.
Il gruppo si avvia verso l'uscita, ma viene attaccato da Kifo, il quale riesce a metterli alle strette, ma giunti al cancello Ellen, pur essendo affezionata al gorilla, lo uccide. Il gruppo fugge su un elicottero e lo zoo viene distrutto dall'incendio.
Nella scena finale Kifo, che trovandosi vicino al cancello non è stato toccato dalle fiamme, si risveglia dimostrando che Ellen lo aveva solo stordito. Il contagio può quindi ancora diffondersi.

## Critica
Il film è stato aspramente criticato per la trama e per i suoi scarsi effetti speciali, realizzati con tecniche effimere e poco realistiche.